# Западнокарибский креольский язык
Западнокарибский креольский язык (Southwestern Caribbean Creole English, Western Caribbean Creole English) — креольский язык на английской основе, основной язык ямайцев, белизцев и некоторых других групп вдоль юго-западного берега Карибского моря.
Западнокарибский креольский язык не представляет собой монолитного языка, но представлен несколькими развновидностями, в которые в конечном счёте восходят к пиджинизированному английскому, сложившемуся в течение XVII—XVIII веков на Ямайке и на Москитовом берегу (Никарагуа).
Выделяются следующие разновидности:
- москитовобережное (никарагуанское) наречие (Miskito Coastal Creole, Nicaragua Creole English) — Никарагуа; 30 тыс.
  - белизский диалект (Belize Kriol English) — Белиз; 125 тыс. (Я1), 227 тыс. (Я2)
  - диалект острова Рама-Кей (Rama Cay Creole) — остров Рама-Кей (Никарагуа)
- райсальско-креольское наречие (San Andrés-Providencia Creole, Islander Creole English) — язык райсалов островов Сан-Андрес и Провиденсия (Колумбия) напротив Никарагуа; 18 тыс.
- ямайское наречие (Jamaican Creole English) — Ямайка; св. 4 млн.
  - уэка (англо-гондурасский креольский язык; Bay Islands Creole, Weka) — острова Ислас-де-ла-Баия у карибского побережья Гондураса; переселенцы 1835 года с Каймановых островов
  - кайманский диалект — Каймановы острова; переселенцы с Ямайки около 1734 года
  - лимонский диалект (Limónese Creole) — район города Лимон (Коста-Рика)
  - панамские диалекты (Panamanian Creole English) — Панама
    - диалект Бокас-дель-Торо (Bocas del Toro Creole)
    - колонский диалект (Colón Creole)
    - диалект Рио-Абахо (Rio Abajo Creole)